# آنکوژن سارکومای گربه‌ای
آنکوژن سارکومای گربه‌ای (انگلیسی: Feline sarcoma oncogene) که با نام‌های «تیروزین-پروتئین کیناز Fes/Fps» یا «پروتو-آنکوژن c-Fes/Fps» هم شناخته می‌شود، نام یک آنزیم است که در انسان توسط ژن «FES» کُد می‌شود.
این آنزیم را ابتدا از آنکوژن رتروویروسی سارکومای گربه‌ای (v-FES) و پرندگان (v-FPS) کلون کردند که بعدها به کشف ژن‌های FES سلولی انجامید که در پرندگان و پستانداران به نام FPS هم شناخته می‌شود.
این آنزیم فعالیت تیروزین کینازی دارد که برای تراریختی (ترانسفورماسیون) سلولی لازم است. این آنزیم در فرایند خون‌سازیِ طبیعی شرکت دارد و با نوع خاصی از لوسمی حاد مغز استخوان تحتِ عنوانِ «لوسمی پرومیولوسیتیک حاد» (APML) در ارتباط است.
آنکوژن سارکومای گربه‌ای با پروتئین‌های BCR و BCAR1 در فعل‌وانفعال است.

## بیشتر بخوانید
- Smithgall TE, Rogers JA, Peters KL, Li J, Briggs SD, Lionberger JM, Cheng H, Shibata A, Scholtz B, Schreiner S, Dunham N (1998). "The c-Fes family of protein-tyrosine kinases". Critical Reviews in Oncogenesis. 9 (1): 43–62. doi:10.1615/critrevoncog.v9.i1.40. PMID 9754447.
- Jiang H, Harris MB, Rothman P (Jun 2000). "IL-4/IL-13 signaling beyond JAK/STAT". The Journal of Allergy and Clinical Immunology. 105 (6 Pt 1): 1063–70. doi:10.1067/mai.2000.107604. PMID 10856136.
- Greer P (Apr 2002). "Closing in on the biological functions of Fps/Fes and Fer". Nature Reviews Molecular Cell Biology. 3 (4): 278–89. doi:10.1038/nrm783. PMID 11994747.